# Ernő Gerő
Ernő Gerő, nato Ernő Singer, (Terbegec, 8 luglio 1898 – Budapest, 12 marzo 1980), è stato un politico ungherese, divenuto leader comunista dell'Ungheria nel 1956 per pochi mesi.
Gerő nacque a Terbegec nel Regno d'Ungheria (ora Trebušovce, Slovacchia) da genitori ebrei, anche se in seguito ripudiò totalmente la religione di famiglia. Successivamente fuggì dall'Ungheria in Unione Sovietica dopo che il governo comunista di Béla Kun era stato rovesciato. Durante i due decenni trascorsi nell'URSS fu prima agente del NKVD e poi funzionario del Comintern in Francia; combatté anche nella Guerra civile spagnola.
Nelle elezioni ungheresi del novembre 1945, il Partito Comunista Ungherese alla guida di Gerő e Mátyás Rákosi ottenne solamente il 17% dei voti rispetto al 57% del Partito Agrario. Tuttavia il comandante sovietico ungherese, maresciallo Kliment Vorošilov, creò un Governo di coalizione con i comunisti nei punti chiave.
I comunisti ne presero il controllo nel 1947, con Rákosi come primo ministro (ed effettivo Capo di stato). Rákosi, la cui autorità fu seriamente compromessa dalle ingerenze di Nikita Chruščёv che ne denunciava lo stalinismo, fu costretto a ritirarsi il 18 luglio 1956, non prima di essere riuscito a designare come suo successore lo stalinista dalla linea dura Gerő.
Gerő fu costretto dal Politburo sovietico a dimettersi il 25 ottobre 1956, durante la seconda giornata della rivoluzione ungherese, con l'accusa di non aver saputo gestire la rivolta. Dopo essere stato sostituito da János Kádár, Gerő fuggì nell'Unione Sovietica rimanendovi fino al 1961, quando tornò a Budapest dove lavorò come traduttore occasionale fino alla sua morte.